# Hombleux (Hombleux)
Hombleux ist eine Ortschaft und eine ehemalige französische Gemeinde im Département Somme in der Region Hauts-de-France. Sie wurde mit Wirkung vom 1. Januar 2019 mit der früheren Gemeinde Grécourt zur gleichnamigen Commune nouvelle Hombleux fusioniert und hat in der neuen Gemeinde keinen Status einer Commune déléguée.

## Lage
Nachbarorte sind Languevoisin-Quiquery und Rouy-le-Petit im Nordwesten, Voyennes im Norden, Offoy im Nordosten, Eppeville im Osten, Esmery-Hallon im Südosten, Grécourt im Süden, Buverchy im Südwesten und Breuil im Westen.

## Geschichte

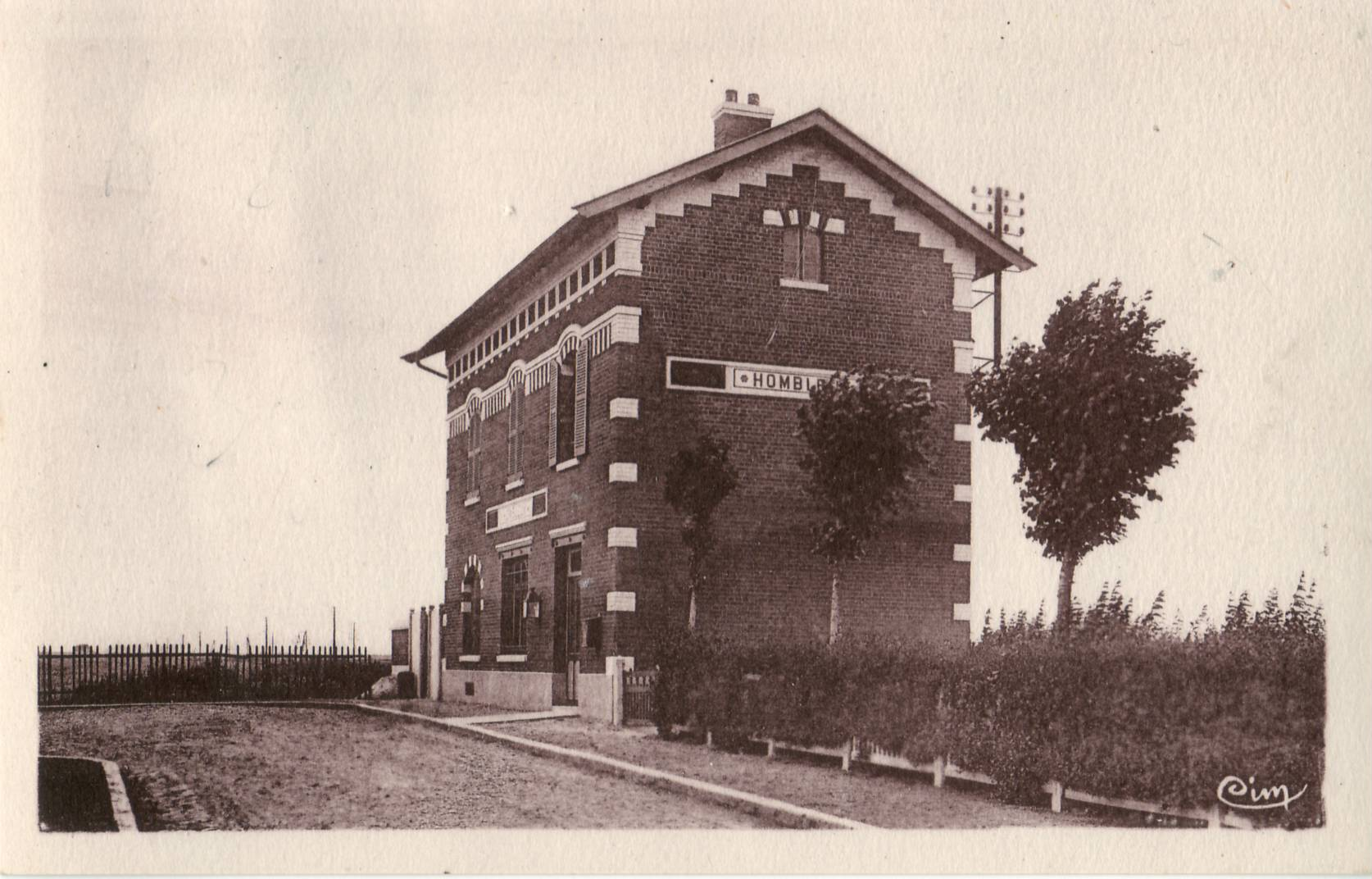
Der frühere Bahnhof von Hombleux, Postkarte aus der Zeit um 1930

Im Ersten Weltkrieg wurde die Gemeinde stark zerstört. Sie erhielt als Auszeichnung das Croix de guerre 1914–1918.

## Bevölkerungsentwicklung
| Jahr      | 1962 | 1968 | 1975  | 1982  | 1990  | 1999  | 2008  | 2015  |
| --------- | ---- | ---- | ----- | ----- | ----- | ----- | ----- | ----- |
| Einwohner | 921  | 935  | 1.051 | 1.140 | 1.110 | 1.009 | 1.000 | 1.142 |